# Dinamo City
Dinamo City je albánský fotbalový klub z Tirany. Byl založen v roce 1950. Soutěží v albánské nejvyšší fotbalová soutěži a albánském poháru. Po městském rivalovi KF Tirana je druhý nejúspěšnější albánský klub co do počtu trofejí.

## Úspěchy
- 18× vítěz Albánské ligy[1]: 1950, 1951, 1952, 1953, 1955, 1956, 1960, 1966/67, 1972/73, 1974/75, 1975/76, 1976/77, 1979/80, 1985/86, 1989/90, 2001/02, 2007/08, 2009/10
- 13× vítěz Albánské poháru[2]: 1950, 1951, 1952, 1953, 1954, 1960, 1970/71, 1973/74, 1977/78, 1981/82, 1988/89, 1989/90, 2002/03
- 2× vítěz Albánského superpoháru[3]: 1989, 2008
- 1× vítěz Balkánského poháru[4]: 1969